# 境漁港
境漁港（さかいぎょこう）は、鳥取県境港市にある特定第3種漁港。日本海沖合漁業の中核基地である。
なお、境漁港は港湾法の重要港湾である境港（さかいこう）第一区の南側に位置するが、漁港法上の境漁港の区域は境港の港湾区域から除外されている（港湾管理者も異なる）。境港全体については境港 (港湾)を参照。

## 概要
鳥取県西部に延びる弓浜半島の北端部に位置し、北側の島根半島を天然の防波堤とする良港として利用されてきた。漁港整備は大正時代のまき網漁業の発達とともに始まり、1955年（昭和30年）の第2次漁港整備長期計画から本格的に進められた。
水産物取扱量はマイワシの増加により、1986年（昭和61年）から1994年（平成6年）まで9年連続で50万トン以上を記録し、1992年（平成4年）から1996年（平成8年）までの5年間全国1位であった。
- 管理者 - 鳥取県[1]
- 漁業協同組合 - 鳥取県漁業協同組合
- 組合員数 - 258名（2001年（平成13年）12月）
- 漁港番号 - 3430110
- 水揚量 - 85,000t（2019年）【全国7位】[3]
- 水揚金額 - 211億円（2019年）【全国5位】[3]

## 沿革
- 1953年12月28日 - 第3種漁港に指定[1]
- 1973年2月23日 - 特定第3種漁港に指定[1]

## 市場
漁港に隣接して鳥取県営境港水産物地方卸売市場がある。前身は1951年（昭和26年）に設置された境町営魚市場（境港市栄町）で、1962年（昭和37年）に鳥取県営境港魚市場となり、1973年（昭和48年）に鳥取県営境港水産物地方卸売市場となった。
市場の管理は鳥取県境港水産事務所と境港水産物市場管理株式会社が行っている。

## 主な魚種
まき網漁業によるアジ・サバ・イワシ類と、かにかご漁業によるベニズワイガニが漁獲の中心となっている。沿岸漁業を含めると、春はサヨリ、メバル、カレイ類、夏は本まぐろ（クロマグロ）、白いか（ケンサキイカ）、スズキ、イワガキ、秋はハタハタ、シラス（イワシ類稚魚）、サワラ、冬は松葉がに（ズワイガニ）、ブリ、スルメイカ等が水揚げされている。
- アジ類
- 生クロマグロ - 2005年から2016年陸揚量全国第1位（2016年:1417t）[4]
- イカ類 - 2002年陸揚量全国第4位
- サバ - 2002年陸揚量全国第5位
- カレイ - 2002年陸揚量全国第5位

## 主な漁業
- まき網漁業
- かご漁業
- 釣り（イカ釣り）
- 沖合底引き網漁業